# Bernhard I van Brunswijk-Lüneburg
Bernhard I van Brunswijk-Lüneburg (circa 1358/1364 - Celle, 11 juni 1434) was van 1400 tot 1428 hertog van Brunswijk-Wolfenbüttel en van 1388 tot 1409 en van 1428 tot aan zijn dood hertog van Brunswijk-Lüneburg. Hij behoorde tot het huis Welfen en was in 1409 de stichter van het Middelste Huis Lüneburg binnen deze dynastie.

## Levensloop
Bernhard was de tweede zoon van hertog Magnus II van Brunswijk-Wolfenbüttel en diens echtgenote Catharina, dochter van vorst Bernhard III van Anhalt-Bernburg. Zijn vader was betrokken bij de Successieoorlog om het hertogdom Brunswijk-Lüneburg en sneuvelde in 1373 in de Slag bij Leveste.
Na de dood van zijn vader werd Bernhards oudere broer Frederik I de nieuwe hertog van Brunswijk-Wolfenbüttel en tegelijkertijd sloten Frederik en zijn broers een akkoord met de hertogen van Saksen-Wittenberg uit het huis Ascaniërs. Hierbij werd afgesproken dat de Ascaniërs en de Welfen Brunswijk-Lüneburg alternerend zouden besturen. Het zou echter duren tot aan de dood van hertog Wenceslaus van Saksen-Wittenberg in 1388 voordat Bernhard gezamenlijk met zijn broer Hendrik de Milde het hertogdom Brunswijk-Lüneburg bemachtigde.
In 1400 werd Bernhards broer Frederik vermoord, waarna Bernhard en Hendrik de Milde eveneens het hertogdom Brunswijk-Wolfenbüttel erfden. Vlak na hun troonsbestijging begonnen beide broers een wraakexpeditie tegen het aartsbisdom Mainz en het graafschap Waldeck. De broers beschouwden de aartsbisschop van Mainz namelijk als opdrachtgever van de moord, terwijl de graaf van Waldeck de moord had uitgevoerd. 
De volgende jaren bestuurden Bernhard en Hendrik de Milde samen Brunswijk-Wolfenbüttel en Brunswijk-Lüneburg. In 1409 besloten beide broers hun rijk onderling te verdelen en kreeg Bernhard het hertogdom Brunswijk-Wolfenbüttel. In 1428 werd er een nieuw delingsverdrag afgesloten, waarbij Bernhard ditmaal het hertogdom Brunswijk-Lüneburg kreeg. Hij bestuurde dit laatste hertogdom tot aan zijn dood in 1434.

## Huwelijk en nakomelingen
Bernhard huwde in 1386 met Margaretha (overleden in 1429), dochter van hertog Wenceslaus van Saksen-Wittenberg. Ze kregen drie kinderen:
- Otto I (overleden in 1446), hertog van Brunswijk-Lüneburg
- Frederik II (1418-1478), hertog van Brunswijk-Lüneburg
- Catharina (overleden in 1429), huwde met hertog Casimir V van Pommeren

## Voorouders
| Voorouders van Bernhard I van Brunswijk-Lüneburg | Voorouders van Bernhard I van Brunswijk-Lüneburg                               | Voorouders van Bernhard I van Brunswijk-Lüneburg                               | Voorouders van Bernhard I van Brunswijk-Lüneburg                               | Voorouders van Bernhard I van Brunswijk-Lüneburg                               | Voorouders van Bernhard I van Brunswijk-Lüneburg                               | Voorouders van Bernhard I van Brunswijk-Lüneburg                               | Voorouders van Bernhard I van Brunswijk-Lüneburg                               | Voorouders van Bernhard I van Brunswijk-Lüneburg                               |
| ------------------------------------------------ | ------------------------------------------------------------------------------ | ------------------------------------------------------------------------------ | ------------------------------------------------------------------------------ | ------------------------------------------------------------------------------ | ------------------------------------------------------------------------------ | ------------------------------------------------------------------------------ | ------------------------------------------------------------------------------ | ------------------------------------------------------------------------------ |
| Overgrootouders                                  | Albrecht II van Brunswijk (1268-1318) ∞ Rixa van Werle (-1317)                 | Albrecht II van Brunswijk (1268-1318) ∞ Rixa van Werle (-1317)                 | Hendrik I van Brandenburg (1256-1318) ∞ Agnes van Beieren (1276-1345)          | Hendrik I van Brandenburg (1256-1318) ∞ Agnes van Beieren (1276-1345)          | Bernhard II van Anhalt (1260-1323) ∞ Helena van Rügen (1270-1315)              | Bernhard II van Anhalt (1260-1323) ∞ Helena van Rügen (1270-1315)              | Rudolf I van Saksen-Wittenberg (1284-1356) ∞ Jutta van Brandenburg (-1328)     | Rudolf I van Saksen-Wittenberg (1284-1356) ∞ Jutta van Brandenburg (-1328)     |
| Grootouders                                      | Magnus I van Brunswijk (1304-1369) ∞ Sophia van Brandenburg (1300-1356)        | Magnus I van Brunswijk (1304-1369) ∞ Sophia van Brandenburg (1300-1356)        | Magnus I van Brunswijk (1304-1369) ∞ Sophia van Brandenburg (1300-1356)        | Magnus I van Brunswijk (1304-1369) ∞ Sophia van Brandenburg (1300-1356)        | Bernhard III van Anhalt (-1348) ∞ Agnes van Saksen-Wittenberg (-1338))         | Bernhard III van Anhalt (-1348) ∞ Agnes van Saksen-Wittenberg (-1338))         | Bernhard III van Anhalt (-1348) ∞ Agnes van Saksen-Wittenberg (-1338))         | Bernhard III van Anhalt (-1348) ∞ Agnes van Saksen-Wittenberg (-1338))         |
| Ouders                                           | Magnus II van Brunswijk (1328-1373) ∞ Catharina van Anhalt-Bernberg (1330-1390 | Magnus II van Brunswijk (1328-1373) ∞ Catharina van Anhalt-Bernberg (1330-1390 | Magnus II van Brunswijk (1328-1373) ∞ Catharina van Anhalt-Bernberg (1330-1390 | Magnus II van Brunswijk (1328-1373) ∞ Catharina van Anhalt-Bernberg (1330-1390 | Magnus II van Brunswijk (1328-1373) ∞ Catharina van Anhalt-Bernberg (1330-1390 | Magnus II van Brunswijk (1328-1373) ∞ Catharina van Anhalt-Bernberg (1330-1390 | Magnus II van Brunswijk (1328-1373) ∞ Catharina van Anhalt-Bernberg (1330-1390 | Magnus II van Brunswijk (1328-1373) ∞ Catharina van Anhalt-Bernberg (1330-1390 |
| Bernhard I van Brunswijk-Lüneburg (1358-1434)    |                                                                                |                                                                                |                                                                                |                                                                                |                                                                                |                                                                                |                                                                                |                                                                                |